# Atrijski natriuretični peptid
Atrijski natriuretični peptid (ANP), atrijski natriuretični faktor (ANF), atrijski natriuretični hormon (ANH) ali atriopeptin je polipeptidni hormon, ki ga izločajo srčne mišične celice v preddvorih (atrijih). Je močen vazodilatator (širi krvne žile) in sodeluje pri homeostazi količin vode, natrija, kalija ter maščobnega tkiva. Celice ga izločajo v primeru visokega krvnega tlaka: ANP poveča izločanje Na+ in vode v ledvicah, s čimer v končni fazi zniža krvni tlak.

## Molekularna raven delovanja
ANP, peptidni hormon iz 28 aminokislin, se veže na posebni membranski ANP-receptor, ki je sestavljen iz treh domen, in sicer iz zunajcelične (ekstracelularne) ANP-vezavne domene, enojne transmembranske vijačnice (heliksa) ter znotrajcelične (intracelularne) domene, ki ima aktivnost gvanil ciklaze. ANP receptor je poseben v tem, da ima sam encimsko aktivnost in tako ne potrebuje povezave z G-proteinom za aktivacijo omenjenega encima, kot je sicer običajno. Encim katalizira pretvorbo oz. ciklizacijo gvanozin trifosfata (GTP) v ciklični GMP (cGMP), ki je sekundarni obveščevalec. Le-ta aktivira določene protein kinaze, te pa fosforilirajo določene beljakovine v celici in tako sprožijo odziv.

## Fiziološki učinki
Celice atrija izločajo ANP v primeru povišanega krvnega tlaka in povečanja volumna krvi. Deluje tako, da povzroči vazodilatacijo (razširitev) aferentnih arteriol ter vazokonstrikcijo (skrčitev) eferentnih arteriol v ledvicah, s čimer poveča glomerulno filtracijo (GF), tj. pretok krvne plazme v glomerulu iz žilnega v tubulni prostor, v skladu s tem pa poveča izločanje Na+ in vode. Izločanje poveča še s povečanje pretoka krvi v peritubularnih kapilarah (latinsko vasa recta) in z inhibicijo reabsorpcije NaCl in vode v zbiralcih ter sistema renin-angiotenzin-aldosteron (RAAS), v skladu s tem pa tudi inhibicijo sekrecije antidiuretičnega hormona iz posteriornega dela hipofize.